# Гомељ
Гомељ (блр. Гомель, рус. Гомель) је град на истоку Белорусије, близу границе са Русијом са око 535.000 становника. Центар је Гомељске области и други град по величини у Белорусији. Налази се на југоистоку земље на реци Сож на 302 km од главног града Минска, 534 km источно од Бреста, 213 km од Могиљева, 279 km западно од Брјанска и 111 km северно од Чернигова. Површина града је 121 km². Гомељ је добио Магдебуршко право 1670. године.

## Етимологија
Постоји више теорија о пореклу назива града. Једна од најраспрострањенијих је она по којој је град добио име по потоку „Гомејук“ који се некада уливао у реку Сож на месту где је основан град. Ова теорија је настала по аналогији са другим градовима у Белорусији, Минск - поток Менка, Полоцк - река Полота, Витепск - река Витба. Сама реч „Гомејук“ је могуће финског порекла, homma joki, што значи „брза река“.
У летописима име града се од 1142. године до XVI века јавља у разним формама - Гомь, Гомье, Гомей, Гомьи. Истраживачи лингвисти у овоме виде порекло из словенске речи „гом“ која значи брдо.
Савремена форма назива се усталила тек у XVII—XVIII веку.

## Географија
Град Гомељ се налази у југоисточном делу Републике Белорусије и административни је центар Гомељске управне области, на око 40 km западно од државне границе према Брјанској области Русије, и око 40 km северно од Черниговске области Украјине. Град је смештен у северном делу Придњепарске низије, у физичко-географском рејону Гомељског Полесја (саставном делу Белоруског Полесја). Северозападно од града на Гомељско Полесје наставља се пространа Чечерска равница.

### Геологија и тектоника
Гомељ се налази у југоисточном делу Вороњешке антеклизе — издигнуте тектонске структуре која чини интегрални део Руског штита Источноевропске платформе. Кристални фундамент се налази на дубини од око 450–550 m испод надморске висине. Платформну засвођену структуру чине наслаге палеозојске старости (дебљине 100–120 m, средњодевонске глине, пешчари и доломити), мезозојске старости (400–420 m, песковито-глиновитих тријаске старости, глина и пескова јурске старости, седимената креде), и кенозојске старости (дебљине 30–50 m, глауконско-кварцног песка палеогена и песка и супеска квартарног моренског материјала).
Територија данашњег Гомеља је од раног протерозоика до средњег девона била на површини да би током средњег девона била потопљена. Током млађег девона је постојала интензивна вулканска активност. Током квартарног леденог доба бројни глечери су се простирали све до данашњег градског подручја, а током александријског интерглацијала формирана је долина реке Сож која данас доминира градским пејзажом. Ледници су својим дејством на том подручју акумулирали огромне количине наносног материјала и тако формирали пространу Полеску пешчану зараван.

### Руде и рељеф
Рељефом града и шире околине доминира пространа равница. Равница дуж десне обале Сожа је алувијално-глацијалног порекла, док је лева обала настала акумулацијом наносног речног материјала. Вороњешка антеклиза се простире правцем север-југ, тако да је геолошки највиша градска тачка у северним предграђима и лежи на 144 m надморске висине, док најнижу тачку чини обала Сожа (на 115 m). Најнижи део града је Новобелицки рејон који лежи на левој обали реке и у просеку је за 10 до 15 m нижи од северних и јужних делова града. Дуж леве обале Сожа налазе се бројне плаже, чија укупна дужина прелази неколико километара.
На територији града Гомеља пронађене су велике резерве слатке хидрокарбонатне (у стенама кенозојске и кредине старости) те минералне сулфатно-хлоридне натријумове (девон и тријас) воде које се користе при бањском лечењу. У југозападном делу града налази се Осовцовски мајдан песка који се користи у грађевинарству.

### Клима и воде
Град Гомељ лежи у зони умерено-континенталне климе за коју су карактеристична доста топла и влажна лета и прохладне зиме. Годишња инсолација је 3.980 МДж/м² (95,1 ккал/цм²), што је за око 5% више него у Минску.
Просечна температура ваздуха на годишњем нивоу је 7,4 °C. Апсолутни јануарски минимум је је —33,9 °C (измерен 1970), док је зимски максимум +9,6 °C (измерен 2007). Због честих продора влажног и топлијег ваздуха са Атлантика, током зиме регистровано је у просеку до 40 дана са температурама преко 0 °C, док због продора хладних ваздушних маса са истока и севера око 30 дана карактеришу изузетно изузетно ниске температуре ниже од −10 °C. Јулски температурни просек је 19,9 °C док је летњи максимум 38,9 °C (измерен 2010) а најнижа свега 6 °C (1976). Током лета буде преко 30 тропских дана са просечним температурама изнад 20 °C. Вегетациони период траје 205 дана од 3. априла до 26. октобра и у том периоду температуре ваздуха прелазе 5 °C).
Просечна вредност ваздушног притиска на годишњем нивоу износи 1.001,5 hPa са годишњом амплитудом од 6 hPa. Највиша вредност ваздушног притиска измерена је 1972. године и имала је вредност од 1037 hPa, а најнижа вредност од 960 hPa (или 4,5 mm живиног стуба) регистрована је 1946. године.
Током зиме доминирају јужни, а лети западни и северозападни ветрови. Просечна брзина ветра на годишњем нивоу износи 3,8 m/s, зими од 4,3 до 4,4 m/s, лети од 3,1 до 3,2 m/s. Јачи удари ветра брзина до 15 m/s јављају се једном до два пута месечно, док се изузетно јаки удари изнад 25 m/s јављају једном у 20 година.
| Клима Гомеља                | Клима Гомеља | Клима Гомеља | Клима Гомеља  | Клима Гомеља | Клима Гомеља | Клима Гомеља | Клима Гомеља | Клима Гомеља | Клима Гомеља | Клима Гомеља | Клима Гомеља | Клима Гомеља  | Клима Гомеља |
| Показатељ \ Месец           | .Јан.        | .Феб.        | .Мар.         | .Апр.        | .Мај.        | .Јун.        | .Јул.        | .Авг.        | .Сеп.        | .Окт.        | .Нов.        | .Дец.         | .Год.        |
| --------------------------- | ------------ | ------------ | ------------- | ------------ | ------------ | ------------ | ------------ | ------------ | ------------ | ------------ | ------------ | ------------- | ------------ |
| Апсолутни максимум, °C (°F) | 9,6 (49,3)   | 15,8 (60,4)  | 20,7 (69,3)   | 26,6 (79,9)  | 32,5 (90,5)  | 34,0 (93,2)  | 35,9 (96,6)  | 38,9 (102)   | 32,2 (90)    | 27,5 (81,5)  | 18,0 (64,4)  | 11,6 (52,9)   | 38,9 (102)   |
| Просек, °C (°F)             | −4,6 (23,7)  | −4,3 (24,3)  | 0,7 (33,3)    | 8,4 (47,1)   | 14,8 (58,6)  | 17,8 (64)    | 19,9 (67,8)  | 18,7 (65,7)  | 13,0 (55,4)  | 7,1 (44,8)   | 0,9 (33,6)   | −3,3 (26,1)   | 7,4 (45,3)   |
| Апсолутни минимум, °C (°F)  | −33,9 (−29)  | −35,0 (−31)  | −28,7 (−19,7) | −6,2 (20,8)  | −2,2 (28)    | −0,2 (31,6)  | 6,0 (42,8)   | 1,2 (34,2)   | −3,6 (25,5)  | −11,1 (12)   | −21,7 (−7,1) | −30,7 (−23,3) | −35,0 (−31)  |
| Количина падавина, mm (in)  | 34 (13,4)    | 33 (13)      | 33 (13)       | 38 (15)      | 56 (22)      | 80 (31,5)    | 90 (35,4)    | 61 (24)      | 58 (22,8)    | 56 (22)      | 47 (18,5)    | 40 (15,7)     | 626 (246,5)  |
| Извор: Погода и климат.     |              |              |               |              |              |              |              |              |              |              |              |               |              |

Просечна годишња количина падавина износи 626 mm. Око 70% талога се излије током топлог периода од априла до октобра, у просеку 160 дана годишње је са падавинама, а снежни покривач се задржава око 106 дана годишње. Снежни покривач се задржава у периоду од 15. децембра до 21. марта и просечне је висине око 20 cm. 77% падавина је течног типа, 11% тврдог, док је 12% мешаног типа.
Релативна влажност ваздуха у хладнијем делу године износи износи 80%. Током топлог периода преко дана релативна влажност износи око 50-60%. У просеку у Гомељу на годишњем нивоу има 147 облачних дана, 30 дана без облака док су остали дани полуоблачни. Исијавање Сунца на годишњем нивоу у просеку износи 1.855 часова. Снежне олује се јављају 24 пута годишње а максимално 54, магле 61 односно 79, олује са грмљавином 24 односно 54 и град 2 односно 5 пута. Мраз се јавља 13 пута годишње а ледена киша 20 пута.
Најважнији хидролошки објекат у граду је река Сож, једна од највећих у Белорусији. На територији града у њу се улива река Ипуц. У приградској зони у Сож се уливају и мање реке Ут, Уза и Терјуха. У и око Гомеља налази се и неколико језера, углавном флувијалног типа, а најпознатија су Љубенско и Волотовско. У северном делу града налазе се бројне баре, формиране на местима где је вађен грађевински материјал. Становништво их користи као излетишта. У Гомељском парку се налази најстарија бара у граду, „Лабудово језеро“, створена на месту на којем се поточић Гомејук некада уливао у Сож, а по коме је према једној од легенди град добио и име.

### Земљиште, флора и фауна
Природни покривач Гомеља се значајно изменио кроз историју. Природну замочварену шумостепу замениле су оранице, мочваре су исушене и насуте каменом, шљунком и песком. У парковима и ботаничким баштама природно окружење је култивисано. Неизмењене зоне на ободима града су сачувале стару структуру у којој преовладавају стари типови земљишта карактеристични за овај део Белорусије где је рељеф формиран радом ледника.
У градским парковима и на улицама преовладавају бор, смрека, лужњак, јавор, дивљи кестен, бели јасен, липа, топола, јеребика, врба као и скорије уведене врсте попут европског ариша, црвеног храста, багрема, гинка као и неких других егзотичних врста дрвећа.
У Гомељу и околини живи 66 врста сисара, 188 врста птица, 6 врста гмизаваца, 11 врста водоземаца и око 25 врста риба. Око града се често срећу јеж, срна и дивља свиња а у парковима веверице, зечеви и кртице. Од птица најчешће су градске птице као што су врапци, вране, голубови и др. док је изван града честа појава чапљи.

### Еколошки проблеми
Највећи еколошки проблем Гомеља је радиоактивна контаминација настала као последица Чернобиљске нуклеарне хаварије, затим загађеност ваздуха, земљишта и вода хемијским елементима. Већина еколошких проблема настала је као последица изразито високог степена урбанизације и индустријализације, како града тако и његове шире околине.
Сам Гомељ се налази у зони слободног становања са повременим контролама радијације. На 20 km североисточно од града почиње рестриктивна зона која је била погођена катастрофом у Чернобиљу.
По индексу загађености ваздуха, Гомељ има повишен ниво загађености нивоа 5,0 и заузима треће место у Белорусији после Могиљова и Гродна. Најчешћи елементи загађења су формалдехид, флуороводник, фенол, амонијак и угљен-моноксид. Главни извори загађења су саобраћај, дрвна индустрија, фабрике минералног ђубрива и термоелектране. Забележен је раст средњих годишњих вредности оксида угљеника што се објашњава повећаним бројем возила. Средње вредности других елемената су у паду.
| Год. | Фенол | Амонијак | Формалдехид | Олово |
| ---- | ----- | -------- | ----------- | ----- |
| 1991 | 4,3   | 68       | 9           | 0,070 |
| 1995 | 2,9   | 24       | 8           | 0,020 |
| 2000 | 1,5   | 11       | 6           | —     |

Највећа загађеност ваздуха је у западном делу града у индустријској зони где се налазе хемијске фабрике, термоелектрана ТЕЦ-2, фабрике грађевинских материјала као и у центру у рејону железничке станице где је високо саобраћајно оптерећење. Најчистији ваздух је на југу и у Новобелицком рејону. Одлагање хемијског отпада је такође значајан проблем за Гомељ, а највећи проблем изазива одлагање фосфоровог гипса (због непријатних мириса) као и загађење подземних вода.
Загађење реке Сож се карактерише као умерено. Концентрација азота износи 5 пута више од дозвољене вредности, гвожђа и цинка 2 пута, док се фосфати, бакар, никл и нафтни деривати налазе у дозвољеној зони.
Проценат зеленила у Гомељу износи 19,5% што је значајно ниже од урбаних и еколошких норматива Белорусије (40–45%).

## Историја

### Период феудалне распарчаности Руса
Гомељ (Гомиј) је настао крајем 10. века на земљи источнословенског савеза племена Радимича. Њихов кремљ се налазио на територији уоквиреној реком Сож и водама потока Гомељука (или Гомејука), од чијег је назива и град добио име. Висока лева обала Сожа и дубоке увале са стрмим падинама, чине јединствено природно окружење. Једно кратко време, град је био центар Гомељске кнежевине, а затим је био у саставу Черниговске кнежевине. Први пут се помиње у Ипатјевском летопису као посед черниговских кнежева. Гомељ је кратко преузео смоленски кнез Ростислав I Мстиславич а одмах затим Изјаслав Давидович након чије смрти је 1161. прешао у власништво Олговича. Територија града у 12. и 13. веку није била мања од 40 хектара, у њему је тада било изузетно развијено занатство а трговинским везама је био повезан са градовима јужног и северног Руса. Према археолошким налазиштима, град је веома страдао у време татарско-монголске инвазије у првој половини 13. века.

### У Литванији и Пољско-литванској унији
Гомељ је 1335. ушао у састав Велике кнежевине Литванске. У периоду од 1335. до 1406. године био је у саставу поседа кнеза Патриција Наримунтовича и његових синова, од 1406. до 1419. градом су управљали намесници великог кнеза, од 1419. до 1435. припадао је кнезу Свидригајлу Олгеродвичу, од 1446. до 1452. кнезу Василију Јарославичу, од 1452. до 1483. можајском кнезу Ивану Андрејевичу а од 1483. до 1505. његовом сину Семјону, који је био у вазалном односу према кнезу Московском. У време Руско-литванског рата 1500—1503. године, Литванија је желела да поврати Гомељ и друге територије које су припале кнезовима Москве, али је претрпела пораз додатно изгубивши још трећину своје територије. Тридесетак година касније, 1535. године, литванска војска је вођена Ј. Радзивилом, Ј. Танровским и А. Немиром успела да освоји Гомељ и да по мировном споразуму из 1537. успостави литванску власт у овом граду. Од 1565. Гомељ је био центар Минског војводства.
Гомељ је ушао у састав Пољско-литванске уније 1569. године. Од тог момента град је посао поприште бројних сукоба између украјинских козака, руске војске и пољске војске. Почетком 1570-их година, град је преузела војска Ивана Грозног, али је већ 1576. године пао под власт гетмана Ј. Радзивила. Руска војска је поново напала Гомељ 1581. а 1595—1596. су га освојили козаци Северина Наливајка.
С почетком борби против православља у Литванској кнежевини, 1621. у Гомељу је по приказу унијатског архиепископа Јосафата Кунцевича затворена саборна Николајевска црква. Град су освојили козаци Булгакова и Јермолина 1633, а 1648. преузели су га одреди Головацког и 1649. одреди Мартина Небаба. Пољско-литванске власти су у Гомељ послале најамнике Мађаре, Немце и Татаре, па је град издржао неколико опсада 1651. године али је већ 1654. пао под бласт одреда Ивана Золотаренка. Он а затим његов син су држали град све до 1667. и пристали су на вазални однос према руском цару Алексеју Михајловичу. По Андрусовском миру град је остао у саставу Пољско-литванске уније где је прво припадао М. К. Радзивилу а затим је, све до поновног пада под руску власт, припадао пољском кнезу Чарторијском. У време Северног рата у Гомељу се налазио одред руске војске Александра Мењшикова.
Средином 17. века утицај града је опао. Број становника је значајно смањен, разрушен је честим нападима а многи занати су ишчезли. Наметнути су му велики намети па су становници плаћали високи годишњи данак Пољској све до 1770.

### У Руској Империји
У састав Руске Империје Гомељ је ушао 1772. године, конфискован у императорски посед где је био део Рогачевске провинције Могиљевске губерније. Катарина Велика је 1775, подарила доживотну власт над градом познатом руском капетану П. А. Румјанцеву-Задунавском „за забаву“. Румјанцев није желео обласне управнике у граду па је издејствовао претварање Гомеља у приватни посед, под условом да изгради нови град који би служио као обласни центар. Гомељ је био у саставу Белицког среза у оквиру Могиљевске губерније, чије је седиште било у месташцету Белица, удаљеном 20 km северозападно од Гомеља. Румјанцев је нови обласни центар, Нову Белицу, сазидао на левој обали реке Сож, у периоду од 1777. до 1786. Нови владар Гомеља кнез Ивај Ф. Паскјевич пренео је обласни центар у Гомељ и преименовао срез у Гомељски, прогласивши Нову Белицу небитним местом. Она је 1854. прикључена Гомељу у облику предграђа (данашњи Новобелицки рејон). На основу грба Нове Белице из 1781. направљен је грб Гомеља из 1856. године.
Период Гомеља у саставу Руске Империје обележен је наглим растом броја становника и развојем градске инфраструктуре и привредног потенцијала. П. А. Румјанцев је уместо дрвеног замка Чарторијских сазидао камени дворац Румјанцевих и Паскевича, који су касније дозиђивали следећи владари. Прва ланкастерска школа у Русији је отворена у Гомељу 8. новембра 1819. године. Она је сазидана на главној градској улици по пројекту архитекте Џона Кларка. То је био читав комплекс здања (главне зграде и четири крила, купатило, амбар и коњушница) са околном земљом, моделом фарме и радионицама. То је била прва школа оваквог типа у Руској Империји.
У граду су се одржавала два годишња сајма, јануарски (Васиљевски) и септембарски (Воздвиженски) а од 1840-их њима се прикључио и летњи (Троицки). Након смрти П. А. Румјанцева-Задунавског у децембру 1796. године, владар Гомеља је постао његов син Николај П. Румјанцев. Под његовом влашћу у Гомељу је отворена прва гимназија (1797), изложбена сала, фабрике стакла, керамике, предива и алкохолних пића као и дрвени мост преко реке Сож. Изградња Петропавловске саборне цркве је завршена 1819. У овом периоду су изграђене и синагога, апотека и дом за немоћне.
Након смрти Н. П. Румјанцева град је припао његовом брату Сергеју П. Румјанцеву. У време његове власти сазидане су Троицка црква и зграда теолошког факултета. Због новчаних проблема С. П. Румјанцев је заложио Гомељ државној каси а како није могао да врати дуг продао је град кнезу Ивану Ф. Паскевичу-Јереванском коме је Николај I подарио и остатак града 1838.
У време И. Ф. Паскевича отворене су фабрике шећера (1839), свећа (1840), канапа као и једноразредно жупно црквено училиште (у Новој Белици, 1835) и народни универзитет (1841). Средином 19. века на три годишња сајма се продавало робе за више од милион рубаља што је било око 39% од укупне трговине у Могиљевској губернији. Добар саобраћајно-географски положај је допринео развоју транспортног система и даљем развоју Гомеља као привредног центра. Кроз Гомељ је прошао ауто-пут Санкт Петербург — Одеса и прва телеграфска линија у Русији на линији Санкт Петербург — Севастопољ. Железница на линији Либаво — Роменској прошла је кроз град 1873. године. У граду је 1854. живело 10,1 хиљада људи и било је 1219 објеката. Град је веома страдао од пожара који је избио 1856. године када је изгорело 540 кућа.
И. Ф. Паскевич је направио и парк око дворца чиме је створен уникатни природни објекат, театар. Данас је ово знаменитост града као комплекс двораца и паркова.
Након његове смрти 1856. године, град је прешао у власт његовог сина Сергеја И. Паскевича. Тада су основане 3 гвожђаре, 2 фабрике опеке, фабрика шибица „Везувиј“, почело је гасно осветљавање улица (1873) и зидање нових мостова. Његова ћерка Ирина Паскевич је основала девојачко друштво и мушку класичну гимназију као и очну болницу. Кнегиња је иницирала изградњу водовода и друге објекте везане за образовање и здраву исхрану.
Гомељ је 1913. био крупан индустријски центар са више од сто хиљада становника. Највећа предузећа су биле радионица пруге Либаво — Роменској и фабрика шибица „Везувиј“. У време Првог светског рата у Гомељу је основано осам болница и логистички центар Варшавског војног округа, транзитни центар и радионица за фронт. Запослени су били и евакуисани из предузећа у другим градовима.

#### Изглед дореволуционарног Гомеља
- Обала реке Сож, пристаниште
- Румјанцевска улица
- Замковаја улица и железничка станица
- Мушка гимназија
- Велика синагога, 1910. г.

### Совјетски период
У време грађанског рата, Гомељ је окупирала војска Немачког царства (1. марта 1918) затим је украјинска војска под вођством Симона Петљурија ушла у град а јануара 1919. Гомељ је преузела Црвена армија. Највећи удар на бољшевике у Гомељу био је устанак Стрекопитова. Устаници су заузели стратешки важне објекте и стрељали чланове совјетског руководства града — Ландера, Баумана, Ауербаха, Билецког, Фрида, Ратнера, Фајшмита, Фишбејна и др. Устанак је разбијен када су у град ушле појачане снаге Црвене армије.
Гомељ је 1919. постао центар нове Гомељске губерније Руске Совјетске Федеративне Социјалистичке Републике. Окончањем војних дејстава, почела је изградња привреде и инфраструктуре. У периоду од 1920. до 1925. отворене су фабрике „Полеспечат“, „Труд“, фабрика хлеба и електрана.
Гомељ је 1926. заједно са Гомељским срезом предат Белоруској ССР. Ово решење је изазвало незадовољство становништва на територији која је предата. Гомељски губернијски комитет Комунистичке партије саопштио је да ће „присаједињење са Белорусијом бити прихваћено са незадовољством у радној класи и преовлађујућем делу сељака и погоршаће политичко расположење радника у Гомељшчини“. Први секретар гомељског комитета саставио је записник „О питању присаједињења Гомељске губерније у БССР“ у ком је написао: „Изричито недостаје национални осећај белоруског народа Гомељшчине у смислу јаке позитивне гравитације ка уједињењу са БССР.“ Не обазирући се на то власт у Москви је донела решење по ком је Гомељ одвојен од Русије.
У периоду индустријализације отворена је фабрика „Коминтерн“, фабрика паровоза и ремонтни завод „Гомсељмаш“ и друга предузећа. До 1940. године у граду је постојало 264 привредна предузећа и по обиму производње Гомељ је био на трећем месту у оквиру БССР након Минска и Витебска са 16,6% производње. У граду су постојали учитељски и шумарски институт.
У време Другог светског рата град је почетком јула 1941. окупирала војска Немачке. Настали су партизански и тајни покрети. Град је ослобођен 26. новембра 1943. године од стране војске Белоруског фронта под командом Константина Рокосовског, као резултат Гомељско-Речицке операције. Више од 80% града је разрушено а готово сва индустријска постројења су уништена. После рата почео је рад на великој обнови. Готово сва предратна предузећа су обновила свој рад до 1950. године.
Чернобиљска катастрофа је граду нанела велику штету 1986. године. Гомељ се нашао у зони погођеној радиоактивним зрачењем. Еколошку ситуацију је додатно погоршала дубока економска криза која је започела крајем 1980-их година. То је узроковало оштар пад у квалитету живота и допринело процесу депопулације који је настављен и 1990-их година. Гомељ је ушао у састав Белорусије након распада СССР 1991.

### Гомељ након 1991.
У првој половини деведесетих година 20. века, Гомељ је, као и цела Белорусија, био захваћен тешком економском кризом, белом кугом и наглим падом производње. Постепени препород је почео 1996. године. Сазидани су и нови капитални објекти попут приградске аутобуске станице, ледене дворане, централног стадиона и др. Извршена је рестаурација градских знаменитости, отворене су нове линије тролејбуса, постављени споменици Н. П. Румјанцеву, Кирилу Туровском и Јанку Купалу. Растом наталитета у граду је почела и изградња нових стамбених микрорејона.

## Становништво
У граду је 1. јануара 2016. живело 521.452 становника, од тог броја радно способних становника је било 241.072. У поређењу са претходним пописом из 1999. број становника је порастао за близу 5.000 што је доказ постепеног демографског опоравка и прво увећање броја становника након 1993. године. Запослених је 191.019, од тога броја 69.441 у индустрији. По националности градско становништво чине: Белоруси — 76,7%, Руси — 16,9%, Украјинци — 5,1%. Од укупног броја становника 55% чине жене а 45% мушкарци.
После присаједињења Гомеља у Руску Империју и исцртавања линије преко које је било забрањено насељавање Јевреја, Гомељ постаје град са једном од највећих јеврејских заједница у Русији. Према попису из 1897. године у Гомељу је живело 20.385 Јевреја (око 55% становништва). Погром Јевреја се догодио 1903. године. Јевреји су чинили око 44% становништва Гомеља 1926. године са 37.475 људи а 1979. у Гомељу је живело 26.416 Јевреја. Масовна емиграција Јевреја из Гомеља догодила се током перестројке када је већина напустила СССР и отишла у Израел тако да је њихов број опао за 6,5 пута и 1999. је у Гомељу број Јевреја у Гомељу спао на свега 4.000.
Већину становништва града чине православци. У граду постоји 19 активних православних општина. Гомељ је центар Гомељско-Жлобинске епархије Руске православне цркве. Ту се налазе Светоникољски манастир и Јоанокормјански женски манастир.

### Знаменити Гомељчани
Међу знаменитим личностима чији је животни пут почео у Гомељу могу се сврстати Андреј Громико (Министар спољних послова СССР), Павел Сухој (совјетски авио-конструктор) којима су у Гомељу подигнути споменици, као и Иван Д. Черњаховски (совјетски генерал). Једна од градских улица добила је име по браћи Петру и Александру Лизјуковом, херојима Совјетског Савеза, који су рођени у Гомељу.
У Гомељу је рођен познати совјетски математичар Лав Генрихович Шнирељман и географ Анатолиј Г. Исаченко. У Гомељу се 1888. родио чувени геолог, геохемичар и академик Алесандар Сергејевич Уклонски. Такође у Гомељу је радио психолог Лав Виготски током 1920-их.
Од савремених познатих личности које су рођене у Гомељу, значајан је певач реп музике Серјога, чија је музика веома позната на простору бившег СССР. Савремена белоруска списатељица Оксана Безлепкина се родила у Гомељу 1981. У Гомељу је рођен и Сергеј Сидорски, премијер Белорусије у периоду 2003—2010. Родитељи Марије Шарапове су живели у Гомељу до хаварије у Чернобиљу.

## Административна подела
Садашњи облик центра града датира из друге половине 18. века. Основна архитектонска целина која формира композицију центра града је простор око Трга Лењина (бивши Пазарни трг). Од њега се у три крака шире Совјетска улица (бивша Румјанцевска, главна улица града), Проспект Лењина (бивша Замковска) и Пролетерска улица (бивша Фелдмаршалска). Троугао са Проспектом Лењина формирају улице Победе и Совјетска у чијим угловима се налазе тргови Лењина, Привокзални и Востања.
Град се дели на 4 градска рејона:
- Централни рејон[26] се простире у централном, источном и североисточном делу Гомеља. Главне улице су Совјетска, проспект Лењина, Мазурова, Интернационална. У Централном рејону послују 24 предузећа, у њему се налази већи део знаменитости и културних објеката града - комплекс двораца, ловачки дом, драмско позориште, циркус, луткарско позориште, експериментални омладински театар-студио, обласни друштвено културни центар итд.
- Совјетски  рејон[27] налази се у југоисточном делу Гомеља. Ово је најмлађи рејон града. У овом рејону се налази трећина индустријске производње и у њему живи 37% становништва. Главне улице рејона су Улица Богдана Хмељницког, Речицкое шосе, Барикинова и Проспект Октобра.
- Железнодорожни рејон[28] се налази на северозападу Гомеља. Овде се налазе железничка станица, аутобуска станица, аеродром. Послује 35 индустријских предузећа која чине око 50% градске производње. Главне улице су проспекти Космонаута, Крупска и Победе.
- Новобелицки рејон[29] се налази, за разлику од осталих, на левој обали реке Сож у југоисточном делу града. Главна улица је Улица Иљича. У овом рејону живи 10% становништва Гомеља. Раније је био засебни град, Нова Белица.

У Гомељу се налази и администрација Гомељског рејона који окружује град.

## Органи власти
Представничко тело власти Гомеља је Гомељски градски савет депутата. Њега чини 40 посланика које директно бира становништво у 40 изборних округа. Мандат им траје 4 године а пуномоћје траје до првог заседања новог сазива Савета. Из свог састава, градски савет бира председника, заменика, председнике сталних комисија, који заједно чине Президијум Гомељског градског Савета. Од маја 2010. председник савета је Иван А. Бородинчик.
Извршни и управни орган власти на територији Гомеља је Гомељски градски извршни комитет. Председника поставља председник Белорусије а потврђује градски савет. Чланови градског комитета се постављају у председништво комитета у сагласности са обласним извршним комитетом. Садашњи председник комитета, односно градоначелник Гомеља, је Петар Кириченко (од новембра 2012).
Извршни и управни орган власти на територији градских рејона, односно општина, је администрација рејона. Њихове председнике и заменике поставља председник градског извршног комитета, а чланове поставља председник администрације.

## Привреда

### Индустрија
У 2007. у граду је произведено робе у вредности од 3.084 милијарди рубаља. Почетком 2008. у граду је било 126 индустријских предузећа од којих је 49 (38,9%) у јавном власништву, а 77 (61,1%) у приватном власништву, од којих је 37 (29,4%) акционарских предузећа, 4 (3,2%) страних компанија, 10 (7,9%) компанија је у мешовитом страном власништву и 26 осталих.
Највећи удео у укупној производњи чине:
- производња машина (52) — 48,3;
- прехрамбена индустрија (17) — 16,7%;
- дрвна индустрија (12) — 8,1%;
- лака индустрија (12) — 4,6%;
- производња грађевинског материјала (8) — 7,9%;
- хемијска индустрија (5) — 11,2%.

Највећа предузећа су „Гомсељмаш“, „Злин“, фабрика за ремонт вагона, фабрика биљних машина и алатки имена Кирова, „Емаљпосуда“, фабрика мерне опреме, „Центролит“, фабрика слаткиша „Спартак“, месни комбинат, фабрика масти, „Гомељдрев“, фабрика грађевинских материјала „Гомељстројматеријали“, хемијски завод, фабрика пластичних маса, „Кристал“, фабрика жестоких пића, фабрика радио-апарата, „Белоруснефт“, фабрика стакла „Гомељстекло“, ауторемонтна фабрика.

### Саобраћај
Јавни превоз у Гомељу обављају тролејбуси, аутобуси и минибуси. Мрежа тролејбуса отворена је 20. маја 1962. и састоји се из 19 линија. Последња линија отворена је 8. септембра 2007. након постављања контактне мреже у улици Мазурова. Укупна дужина мреже износи око 74 km а дужина линија је 475 km. На линијама саобраћају тролејбуси типа АКСМ-201, АКСМ-321, АКСМ-213, АКСМ-101, ЗИУ-682. Тролејбусе производи компанија Белкоммунмаш.
Тренутно у граду постоји 51 аутобуска линија. Постоје и експрес минибус линије којих има 28. Приградски и међуградски аутобуски саобраћај обавља се са гомељске аутобуске станице. Гомељ је повезан са свим градовима Гомељске области и свим обласним центрима Белорусије (осим Бреста) а такође и са градовима изван Белорусије — Черниговом, Кијевом, Москвом, Курском, Бременом, Франкфуртом, Орелом, Тираспољем, Харковом, Новозибковом, Миколајивом.
Железничким линијама, Гомељ је повезан са бројним градовима Белорусије, Русије и Украјине. Возови саобраћају до Минска, Москве (преко Смоленска и Брјанска), Санкт Петербурга, Полоцка, Бреста, Гродна, Калињинграда, Чернигова, Адлера (кроз Вороњеж). Без преседања возови саобраћају до Волгограда, Мурманска, Иркутска, Чељабинска. Постоји веза, како сезонска тако и током целе године, са Одесом, Кисловодском, Дњепропетровском, Херсоном.
Приградска железничка станица отворена је 1996. године поред станице за дуже линије. Приградски саобраћај се обавља на територији Гомељске области.
Међународни аеродром Гомељ је у совјетско време свакодневно опслуживао стотине путника са летова из разних крајева СССР. Данас се редовни саобраћај обавља до Минска и Калињинграда (свакодневно, авионом Ан-24). Безуспешно је покушано отварање линије Гомељ—Москва—Гомељ 2005. и 2007. али је оба пута након неколико месеци она гашена због мале заинтересованости. Такође 2007, летонска компанија „Air Baltic“ је отворила линију Рига-Гомељ-Рига. Иако је број путника био задовољавајући линија је укинута почетком 2008. Компанија „Белавија“ обавља чартер и карго летове.

### Сектор услуга
У услужном сектору доминирају услуге чије је плаћање обавезно — комуналне услуге — 24,4%, услуге превоза путника — 14,1%, стамбене услуге — 5,6%.
У Гомељу постоји 13 хотела. Највећи су „Турист“, „Сож“, „Гомељ“ и „Ујут“. У Гомељу постоји око 40 ресторана, кафића и барова.

### Спољна трговина
Обрт у спољној трговини у периоду јануар-фебруар 2008. износио је 512,4 милиона долара, од чега је извоз износио 367,7 милиона долара, а увоз 144,7 милиона долара.
Од укупног извоза, у земље ЗНД-а извезено је 38,5%, од чега 24,7% у Русију, државе изван ЗНД-а - 61,5%. Увоз из држава ЗНД-а износи 63,9% од укупног увоза, од чега је 51,8% из Русије, а из земаља изван ЗНД-а - 36,1%. Укупно гледано главни спољнотрговински партнери су Русија (32,3%), Холандија (21,8%), Немачка (17,6%), Украјина (11,8%), Литванија (3,4%), Пољска (2,2%), Италија (0,9%).

## Образовање и наука
У Гомељу постоји 7 установа за високо образовање. У граду постоји 35 хиљада студената, од којих 3 хиљаде дипломира сваке године. Главна образовна институција у граду је „Гомељски државни универзитет - Франциско Скарина“. Основан је 1969. године из „Гомељског педагошког института - В. П. Чкалов“. Универзитет чини 26 факултета и 56 специјалистичких студија. Једини саобраћајни факултет у Белорусији налази се у Гомељу и зове се „Белоруски државни универзитет транспорта“.
 Из огранка „Московског кооперативног института“, 1980. основан је „Гомељски кооперативни институт“ (данас „Белоруски трговинско-економски универзитет потрошачке кооперације“). Из огранка „Белоруског политехничког инситута“, 1981. основан је „Гомељски политехнички институт“ (данас „Гомељски државни технички универзитет - П. О. Сухи“).
Чернобиљска катастрофа је условила отварање „Гомељског медицинског института“ (данас „Гомељски државни медицински универзитет“). Након добијања независности Белорусије, у Гомељу су отворени огранци „Међународног института радних и социјалних односа“ (1993) и „Гомељски инжењерски институт МЧС Републике Белорусије“ (2003).
У Гомељу такође постоји 77 основних школа, 1 градски лицеј, 1 обласни лицеј, 18 професионално-техничких училишта, 6 колеџа, 7 техникума, белоруска-словенска гимназија И. Мележ, Ирининска гимназија. У Гомељу постоје институти шумарства, радиобиологије, радиологије итд.

## Здравље
У Гомељу постоји низ специјалистичких болница, од којих се већина налази у засебном делу града „Медгородок“. У овом делу града налазе се кардиолошки диспанзер, онколошки диспанзер, кожно-венеролошки диспанзер, гомељски центар микрохирургије очију, градска клиничка болница бр. 2 и др. Такође у Гомељу се налази централна градска клиничка болница (ГЦГКБ). У саставу ГЦГКБ налази је једино одељење за пластичну хирургију у области. Поред ње у Гомељу постоје и психијатријска, геријатријска, ветеранска болница као и неколико клиника и републички центар за радијацију.
Мрежу поликлиника чини 16 градских поликлиника, 7 дечјих поликлиника, 7 стоматолошких поликлиника и офталмолошка поликлиника.

## Култура
Гомељ је после Минска други по важности културни центар Белорусије.
У њему делују 4 уметничка друштва, 3 позоришта (Обласно драмско позориште, Позориште младих, Луткарско позориште), 3 биоскопа, филхармонија, циркус, 3 изложбене галерије, филијала Ветковског музеја народне уметности као и други локални музеји, комплекс паркова и двораца Румјанцева и Паскевича, факултет уметности, галерија слика, градски симфонијски и духовни оркестри, 7 дечјих музичких школа и школа уметности, једна кореографска и једна уметничка школа и библиотека Гомељске области.
Годишње се одржи око 20 фестивала, од тога међународни: фестивал кореографске уметности „Сожски хоровод“, позоришни фестивал „Словенски позоришни сусрети“, омладински музички „Арт сесија“, „Ренесанса гитаре“ и један од највећих фестивала не само у Белорусији већ и региону ЗНД „Go-Fest“ и отворени турнири у плесу. Организује се десет изложби од којих је најзначајнија међународна Православна изложба „Беларус православнаја“.

### Словенска библиотека
У Гомељу је 1999. године отворена Словенска библиотека са циљем развоја и јачања пријатељских односа између словенских народа и популаризације богате историје и културе Словена. Ово је једина библиотека таквог типа у ЗНД и једна од три такве библиотеке на свету, друге две се налазе у Чешкој и Финској. Библиотека тренутно има око 40.000 књига, углавном поклоњених од стране дипломатских представништава Пољске, Русије, Србије и Чешке. Белоруски егзархат Руске православне цркве је Словенској библиотеци 2007. године доделио орден Светитеља Кирила Туровског 2. степена „за напоран рад за славу Цркве Божије“.

## Спорт
Град Гомељ има веома развијену спортску инфраструктуру и висококвалификован спортски кадар. Најпопуларнији спортови у граду су хокеј на леду, фудбал, атлетика, тенис, уметничко клизање, бокс, одбојка, кошарка, коњички спорт, веслање, бициклизам и рвање. У новије време градске власти посвећују много пажње унапређењу постојеће спортске инфраструктуре, тако да тренутно у граду и широј околини постоји преко 1.000 вишенаменских спортских објеката.
Највећи спортски објекат у граду је фудбалски Централни градски стадион, капацитета 14.307 седећих места распоређених у три наткривене трибине. Стадион задовољава стандарде ФИФА и УЕФА за одигравање међународних утакмица. Димензије терена су 105 х68 м, подлога је вештачка трава. На градском стадиону своје утакмице игра ФК Гомељ који се тренутно такмичи у белоруској Премијер лиги. Највећи успех клуб је остварио освајањем титуле у домаћем првенству 2003, односно титуле у националном купу 2002. и 2011. године.
Ледена дворана капацитета до 2.760 следећих места отворена је 22. маја 2000. године и користи се углавном за спортове на леду (хокеј, брзо и уметничко клизање). У овој дворани своје утакмице игра и хокејашка екипа ХК Гомељ која се тренутно такмичи у домаћој хокејашкој Екстралиги. Клуб је основан 2000. године и од тада успео је да освоји национално првенство 2003. и национални куп 2003. и 2007. У овој дворани 2004. одиграно је суперфинале континенталног хокејашког купа у ком је домаћа екипа изгубила од Слована из Братиславе.
Значајнији спортски објекти су и још и атлетска дворана и дворана за екипне спортове који се често користе током припрема белоруских спортиста за најважнија домаћа и међународна такмичења.
Градске власти Гомеља велику пажњу посвећују и развоју школског спорта, још од периода Совјетског Савеза. У септембру 1963. у граду је основана специјализована државна спортска гимназија за децу и омладину (рус. Специализированная детско-юношеская спортивная школа олимпийского резерва №4). У оквиру школе налазе се бројне дворане и сва неопходна опрема за тренинге, а посебно се велика пажња посвећује гимнастици. Тренутно школа броји око 600 ученика са којима ради преко 40 висококвалификованих тренера и предавача.
Веслачки центар Водник сматра се најбољим тренинг центром у држави када је реч о веслачком и кајакашком спорту. Управо у том центру своју спортску каријеру започели су неки од најпознатијих белоруских спортиста и освајача олимпијских медаља, као што су Леонид Гејштор (олимпијски победник из Рима 1960) и Јелена Рудковскаја (пливачко олимпијско злато и бронза на ЛОИ 1992). Рудковскаја је проглашена за најбољу спортисткињу Белорусије 1991. и 1992. године. Једини белоруски освајач златне олимпијске медаље у џудоу Игор Макаров (Атина 2004) живи и ради у Гомељу. Из Гомеља је и атлетичар Андреј Кравченко, освајач сребрне олимпијске медаље у десетобоју на ЛОИ 2008. у Пекингу.
Гомељски национални хиподром (рус. Гомельски областни центр олимпийского резерва по конному спорту) се сматра најбољим спортским објектом ове врсте у земљи. Хиподром је саграђен пре више од пола века и налази се на месту некадашњег летњиковца књажевске породице Паскевича. У оквиру хиподрома налазе се тркачке стазе, управна зграда, штале за коње, и мања вештачка језера, али и музеј посвећен коњичком спорту.

## Медији
У Гомељу је регистровано или има представништво 47 медијских компанија. Од њих четири су електронске (телекомпанија „Ниреја“, Гомељски радио, Радио-телевизија „Гомељ“ и ОНТ Гомељске области), штампаних медија има пет („Гомељски универзитет“, „Сељмашевец“), орган Гомељског градског извршног комитета („Гомељскије ведомости“), орган Гомељског обласног извршног комитета („Гомељска правда“), орган администрације Совјетског рејона („Совјетски рејон“), канцеларије републичких новина („Республика“, „Звјазда“, „Совјетска Белорусија“ и др.). Такође постоје бројне новине забавног, рекламног или информативног карактера. Кроз „Белсојузпечат“ у Гомељу се издају бројне руске новине („Труд“, „Известија“, „Комсомољскаја правда“, „Завтра“, „Руски вестник“). На територији Гомеља емитују се и бројни руски ТВ канали као што су: „Первиј канал“, „НТВ“, „Росија“, „РенТВ“ и др. Гомељска телевизија зове се „Ниреја“.

## Знаменитости
Иако град има осмовековну историју, очуван је мали број историјских знаменитости. Највећи део њих настао је у 18. и 19. веку. Сви су сконцентрисани у централном делу града. Најзначајније знаменитости су:
- Гомељски комплекс двораца и паркова.
- Дворац Румјанцевих и Паскевича
- Капела-светилиште Паскевича
- Петропавловска саборна црква
- Некадашњи димњак шећеране данас градски видиковац
- Ловачки дом (летња резиденција Паскевича).
- Зимска башта
- Илинска црква
- Светоникољски манастир
- Зграда бивше градске думе
- Зграда бивше Александровске гимназије
- Зграда бившег хотела Савој

За осматрање града био је најпопуларнији точак за осматрање који је демонтиран 2007. године. Од тада као градски видиковац служи
35 m висок некадашњи димњак шећеране који се налази у парку на неколико стотина метара од комплекса двораца. Како је рељеф Гомеља углавном равничарски, са врха видиковца се пружа поглед на цео град.
Од скорије изграђених објеката популаран међу становништвом је градски циркус који је изграђен 1972. године у облику летећег тањира. Када је изграђен био је једно од најконтроверзнијих здања јер се није уклапао у стандардну идеју архитектуре соцреализма. Такође је знаменит меморијални центар са вечном ватром и спомеником незнаном јунаку на Тргу рада.

## Градови побратими
Списак градова партнера и побратима Гомеља:
- - Абердин, Уједињено Краљевство (енгл. Aberdeen - 1990)
- - Анапа, Русија (рус.  - 2010)
- - Армавир, Русија (рус.  - 2009)
- - Брјанск, Русија (рус.  - 2001)
- - Бургас, Бугарска (буг.  - 1998)
- - Доњецк, Украјина (укр. Донецьк - 2003)
- - Калињинград, Русија (рус.  - 2010)
- - Клермон Феран, Француска (фр. Clermont-Ferrand - 1977)
- - Москва - Черјомушки, Русија (укр.  - 2001)
- - Кијев - Соломенски рејон, Украјина (укр.  - 2009)
- - Курск, Русија (рус. Курск - 2004)
- - Лијепаја, Летонија (лет. Liepāja - 1999)
- - Нови Сад, Србија (2013)
- - Протвино, Русија (рус.  - 1998)
- - Радом, Пољска (пољ. Radom - 1992)
- - Ростов на Дону, Русија (рус.  - 2009)
- - Санкт Петербург - Красносељски рејон и Васиљеостровски рејон, Русија (рус. Санкт-Петербург - Красносельский район и Василеостровский район - 2001. и 2002.)
- - Сургут, Русија (рус. Сургут - 2005)
- - Уљановск, Русија (рус. Ульяновск - 2012)
- - Хуајан, Кина (кин: 淮安 - Huái'ān - 1997)
- - Чернигов, Украјина (укр. Чернігів - 2007)